# Leptapoderus rufus
Leptapoderus rufus es una especie de coleóptero de la familia Attelabidae.

## Distribución geográfica
Habita en la India y en Indonesia (Java, Sumatra).